# François de La Rochefoucauld
François VI. de La Rochefoucauld, vojvoda La Rochefoucauld, knez Marcillac, francoski plemič in pisatelj, * 15. september, 1613, Pariz, Francija, † 17. marec 1680, Pariz, Francija. Znan je po svojih številnih premišljenih maksimah in aforizmih.

## Življenje in vojaška kariera
La Rochefoucauld je bil vzgojen kot plemič. To izobraževanje je imelo velik poudarek na vojaških vajah, lovu, dvorni etiketi, eleganci izražanja in poznavanju sveta. Poročil se je pri petnajstih. Leto kasneje se je pridružil vojski, vendar za čas služenja ni doživel priznanj.
Pod pokroviteljstvom gospe de Chevreuse je začel delati za kraljico Ano Avstrijsko in se kmalu zapletel v dvorne spletke. Kardinal Richelieu ga je celo za na osem dni zaprl v Bastilijo in potem namenil hišni pripor na očetovem posestvu. Izgnali so ga na očetovo posest. Po smrti Richelieu se je s spletkami ponovno opekel pri Mazarinu. Spletke je zamenjal za vojsko in bil resno ranjen v eni od bitk. Obdobje med 1648 in 1653 je bilo v Franciji precej nemirno. De facto vladar Mazarin, ki je imel funkcijo ministrskega predsednika, je zviševal davke, da bi financiral vojno s Španijo, čemur so sledili upori. Te je pomagal zatirati tudi La Rochefoucauld. V bitki pri Faubourg Saint-Antoinu (1652) je bil ustreljen v glavo. Bilo ga je strah, da bo izgubil vid, a si je po okrevanju opomogel.

## Sodelovanje v salonih
Nekaj let kasneje se je upokojil in odšel živet na svojo posest v Verteuil. Čeprav se je njegovo bogastvo zmanjšalo, ga je lahko sčasoma ponovno začel obnavljati, predvsem zahvaljujoč zvestobi Gourvillea, ki je služboval pri Mazarinu in Condéju. Pri njiju je pridobil bogastvo in vpliv. La Rochefoucauld se ni vrnil v dvorno življenje, dokler ni umrl Mazarin, kar je omogočilo Ludviku XIV. hitri prevzem absolutne moči in s tem tudi konec politične anarhije v Franciji. V tem času je napisal svoje spomine, tako kot mnogi njegovi ugledni sodobniki.
La Rochefoucauld je velikokrat zahajal v salon Madeleine Sablé. V času samote se je posvetil pisanju Spominov, medtem ko so pogosti obiski salonov služili kot vir (tudi plagiatorskega) navdiha za sestavljanje slovitih maksim. Mnogi njegovi prijatelji so se zaradi tega čutili užaljene, Tri leta kasneje je brez svojega imena objavil Maksime, kar mu je prineslo slavo. Približno istočasno je začel svoje prijateljstvo z Marie-Madeleine de La Fayette (1655), ki je trajalo do konca njegovega življenja. Mnenja o njem izhajajo predvsem iz pisem Marie de Sevigne. Trpel naj bi tudi za putiko.

## Literarna zapuščina
Njegovo literarno zapuščino sestavljajo le tri dela – Spomini, Maksime in njegova pisma.
Le tretjina Spominov naj bi bila pristna, ostalo so zapisi zgodb salonskih soudeležencev. Z Maksimami ni bil toliko uspešen. Pogosto jih je spreminjal in dopolnjeval, nekaj jih je bilo spremenjenih tudi po njegovi smrti. Do sedaj jih je bilo objavljenih vseh 504. Večina je sestavljena iz samo dveh ali treh vrstic.

## Maksime
Nekaj njegovih maksim:
- II. Samozadovoljstvo je najboljše.
- XXX. Če bi bili brez napak, ne bi bili tako zadovoljni pri opažanju le-teh pri drugih.
- CDXI. Komaj obstajajo napake, katere niso bolj opravičljive, kot načini s katerimi jih posameznik zeli skriti.
- CDXXXIII. Najboljši znak, da si bil rojen z dobrimi lastnostmi, je, da si bil rojen brez zavisti.

## Vpliv
Skoraj vsi francoski kritiki 19. stoletja so pisali o La Rochefoucaldu.
Filozof Friedrich Nietzsche ga je občudoval in bil pod vplivom ne le njegove etike, vendar tudi njegovega kratkega in jedrnatega stila.